# Ismail Rashid
Ismail Rashid (27 ottobre 1972) è un ex calciatore emiratino, di ruolo difensore.

## Palmarès

### Club

#### Competizioni nazionali
- Campionato emiratino: 2

Al-Wasl: 1991-1992, 1996-1997
- UAE FA Cup: 1

Al-Wasl: 1992-1993